# Raphaël Liégeois
Raphaël Liégeois (8 januari 1988) is een Belgisch-Luxemburgs neurowetenschapper en astronaut bij de Europese ruimtevaartorganisatie ESA.

## Biografie
Raphaël Liégeois is afkomstig uit Belgrade in de Belgische provincie Namen. Naast de Belgische nationaliteit heeft hij sinds 2018 ook de Luxemburgse nationaliteit.

### Opleiding en loopbaan
Tussen 2005 en 2015 combineerde hij enkele hogere studies, onder meer ingenieurswetenschappen en fundamentele fysica in Parijs, en biomedische wetenschappen en twee jaar geneeskunde in Luik. Zo werd hij gediplomeerd fysicus, ingenieur en biomedicus. Onder supervisie van ingenieur Rodolphe Sepulchre (promotor) en neuroloog Steven Laureys (copromotor) doctoreerde Liégeois over medische beeldvorming van de hersenen. Verder onderzoek in die richting bracht hem naar de universiteit van Singapore, de Zwitserse École Polytechnique Fédérale de Lausanne en sinds medio 2020 de Zwitserse universiteit van Genève, waar hij ook docent is. Tussendoor was Liégeois in 2019 gedurende enkele maanden gastdocent aan de Amerikaanse universiteit van Stanford.

## Astronaut
In 2021 reageerde Liégeois op een oproep van ESA, die na meer dan een decennium nieuwe astronauten zocht aan te werven. Eerder had hij tijdens zijn studies in Parijs deelgenomen aan een paraboolvlucht-campagne met de Franse ruimtevaartorganisatie CNES om een natuurkundig experiment te testen.
Op 23 november 2022 werd de 34-jarige Liégeois, samen met vier anderen, door ESA in Parijs gepresenteerd als nieuw beroepsastronaut. Hij was rechtstreeks geselecteerd uit meer dan 22.500 kandidaten. Vanaf april 2023 kreeg Liégeois zijn eenjarige opleiding aan het Europees Astronauten Opleidingscentrum EAC in Keulen, met als directeur voormalig astronaut Frank De Winne uit België. De tweede andere Belgische astronaut ooit was Dirk Frimout. Op 22 april 2024 studeerde Liégeois na een basisopleiding van 14 maanden af. In mei 2024 werd door ESA aangekondigd dat hij vanaf oktober 2026 voor zes maanden op missie naar het ruimtestation ISS zal gaan. Hij wordt zo de derde Belg in de ruimte. Als voorbereiding hierop volgt hij een missiespecifieke opleiding in Houston.

## Privéleven
Raphaël Liégeois is getrouwd en heeft twee kinderen. Na afwerking van zijn doctoraat aan de Nationale Universiteit van Singapore maakte hij samen met zijn vrouw een fietstocht van ruim 6.000 kilometer terug naar Namen, onderweg een honderdtal dichters ontmoetend. Hun avontuur genaamd Sur la route des poètes werd op de Naamse televisiezender Canal C uitgezonden. Hij is ballonvaarder en heeft duikers- en zeillicenties.